# Прео-Сен-Себастьен
Прео́-Сен-Себастье́н (фр. Préaux-Saint-Sébastien) — коммуна во Франции, находится в регионе Нижняя Нормандия. Департамент коммуны — Кальвадос. Входит в состав кантона Орбек. Округ коммуны — Лизьё.
Код INSEE коммуны — 14518.

## Население
Население коммуны на 2010 год составляло 36 человек.
| 1962 | 1968 | 1975 | 1982 | 1990 | 1999 | 2010 |
| ---- | ---- | ---- | ---- | ---- | ---- | ---- |
| 77   | 65   | 70   | 60   | 46   | 44   | 36   |

## Экономика
В 2010 году среди 22 человек трудоспособного возраста (15—64 лет) 15 были экономически активными, 7 — неактивными (показатель активности — 68,2 %, в 1999 году было 60,7 %). Из 15 активных жителей работали 12 человек (6 мужчин и 6 женщин), безработных было 3 (2 мужчин и 1 женщина). Среди 7 неактивных 2 человека были учениками или студентами, 3 — пенсионерами, 2 были неактивными по другим причинам.